# Chōgen

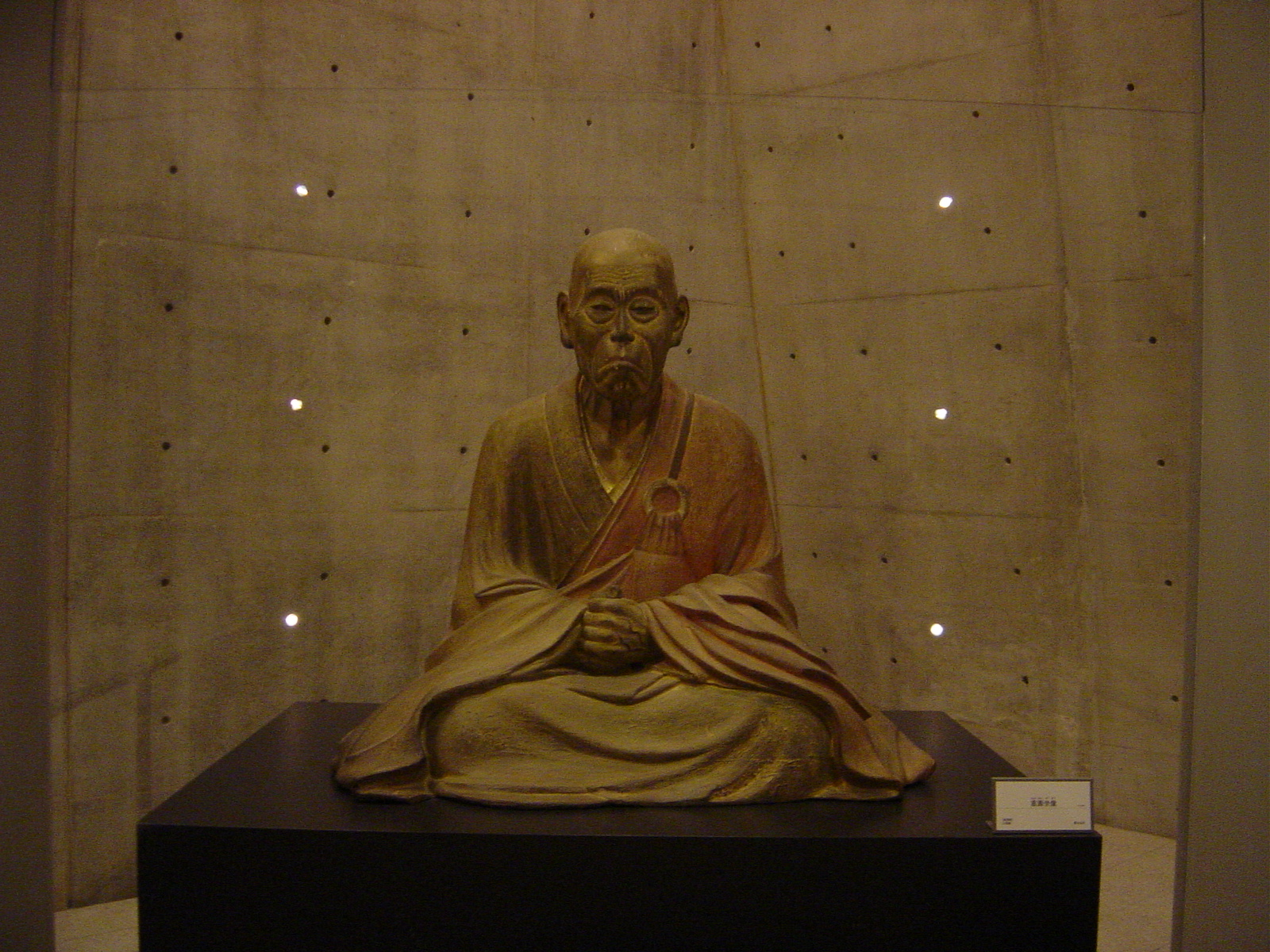
Chōgen (Kopie)

Chōgen (japanisch 重源, auch Shunjōbō Chōgen (俊乗房 重源); geb. 1121 in Kyōto; gest. 12. Juli 1206), eigentlich Urabe Shigesada (刑部 重定) bzw. Ki no Shigesada (紀 重定), war ein japanischer Mönch und Organisator zahlreicher Tempelbauten der späten Heian- und beginnenden Kamakura-Zeit.

## Leben und Werk
Chōgen wurde als Sohn des Ki no Sueshige (紀 季重), der seinerseits ein Nachkomme des Ki no Haseo war, in Kyōto geboren. Im Alter von 13 Jahren wurde er Mönch und trat in die Brüderschaft des Daigo-ji ein. Nach Absolvierung einer buddhistischen Ausbildung auf dem Berg Ōmine und dem Berg Kōya wurde er ein Schüler von Hōnen und schloss sich der Jōdo-Richtung des Buddhismus an. Er begann damit, Mittel für den Bau von Tempeln und religiösen Anlagen im ganzen Land einzusammeln. Chōgen besuchte das China der Song-Zeit und besuchte die Klöster auf dem Berg Wutai und Tientai und brachte viele Beispiele chinesischer Malerei sowie Skulpturen mit nach Japan.
Als im Jahr 1180 während der kriegerischen Auseinandersetzungen der Tōdai-ji in Brand gesteckt wurde und verloren ging, plante der Kaiserhof sofort den Wiederaufbau. Es fehlten allerdings die enormen Mittel, die dafür gebraucht wurden. Man beschloss daher, eine große Sammlung durchzuführen und wählte Chōgen als Leiter der Aktion. Er nahm sich mit großer Energie der Sache an und sammelte nicht nur Geld, sondern überwachte auch den Wiederaufbau. Dabei ging es nicht nur um die Wiederherstellung der großen Buddha-Statue und der großen Buddha-Halle (Daibutsu-den) samt der vorgebauten Korridore, sondern auch um das mittlere Tor (Chūmon) und das große Südtor (Nandaimon) und andere Bauten. Bei der Wiederherstellung des großen Buddhas wurde er von dem Chinesen Chen Heqing (chinesisch 陳和卿, jap. Chin Nakei) unterstützt. Mit neuen Skulpturen beauftragte er Kaikei.
Der Stil für diese neuen Gebäude unterschied sich deutlich vom Stil der Nara-Zeit oder Heian-Zeit. Er wird Tenjiku-Stil (天竺様) oder Daibutsu-Stil (大仏様) genannt, basierend auf einem modifizierten zeitgenössischen chinesischen Stil, den Chōgen in China kennengelernt hatte. Da die große Buddha-Halle 1180 in kriegerischen Auseinandersetzungen von den Truppen des Taira no Shigehira zerstört wurde, ist dieser Stil nur noch im großen Südtor und im Haupthalle Jōdo-dō des Jōdo-ji in Ono erhalten.
Eine Kapelle des Tōdai-ji, das Shunjō-dō (俊乗堂), das seinen Namen trägt, bewahrt eine Statue von ihm, die sehr realistisch gestaltet ist.